# Église Saint-Baudile de Saint-Boil

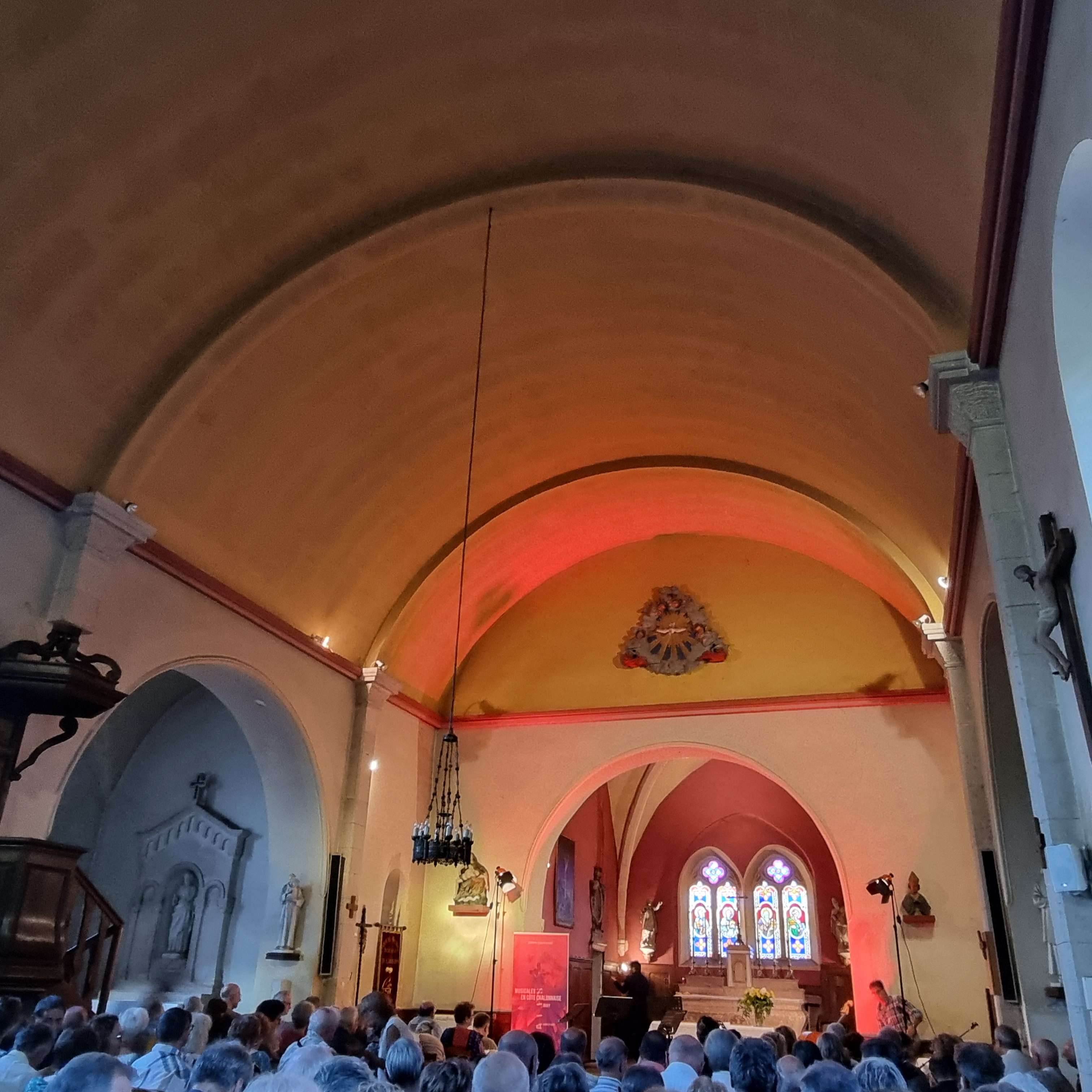
Intérieur de l'église en août 2024 lors d'un concert

Pour les articles homonymes, voir Église Saint-Baudile.
L'église Saint-Baudile de Saint-Boil est une église située sur le territoire de la commune de Saint-Boil dans le département français de Saône-et-Loire et la région Bourgogne-Franche-Comté.

## Historique
Au milieu du XIXe siècle, à l'initiative du père Benoît Montillot, curé de Saint-Boil de 1843 à 1876, l'église, d'origine romane, est profondément transformée : 
- ajout de deux chapelles latérales formant transept ;
- destruction et reconstruction du mur du fond ;
- agrandissement du cintre du chœur ;
- suppression des ouvertures romanes et remplacement par sept grandes baies ;
- démolition du chapiteau d'entrée et remplacement par un porche ;
- remplacement des laves de la toiture par des tuiles plates.

L'église a été en grande partie restaurée en 1978-1979 (inauguration le 31 mars 1979).

## Protection
L'église fait l'objet d'une inscription au titre des monuments historiques depuis un arrêté du 9 juillet 1943.

## Culte
Édifice consacré du diocèse d'Autun relevant de la paroisse Saint-Louis-entre-Grosne-et-Guye (siège à Saint-Gengoux-le-National) – qui en est affectataire au titre de la loi de 1905 –, l'église de Saint-Boil est, plusieurs siècles après sa construction, un lieu de culte catholique.

## Description
L'un des éléments les plus dignes d'intérêt de l'église est son clocher. Celui-ci, qui a été inscrit à l’inventaire supplémentaire des Monuments historiques dès 1943, est un bel exemple de l’art roman bourguignon du XIIe siècle. Il a pour caractéristique de jouxter le chœur, et devait dès le commencement être bâti hors-œuvre. Il comporte trois niveaux : d'abord une petite salle basse couverte d’une voûte d’arêtes, puis un deuxième niveau ouvert sur chaque face de baies géminées et, enfin, un troisième niveau, dont les colonnettes présentent, sur leur face extérieure, un décor géométrique. L’ensemble est surmonté d’une flèche à quatre pans. Le beffroi abrite l'une des plus anciennes cloches du diocèse d'Autun, fondue en 1553.